# Regió de Landquart

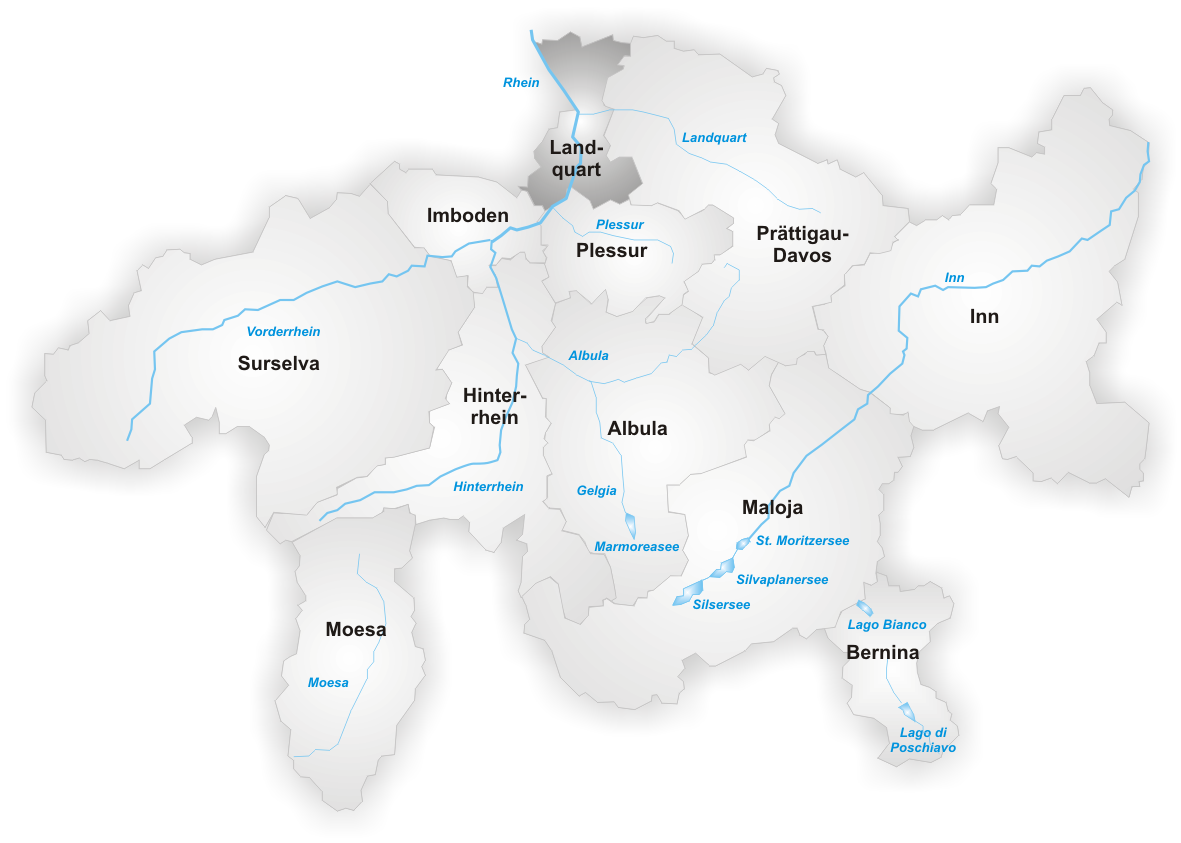
La regió de Landquart

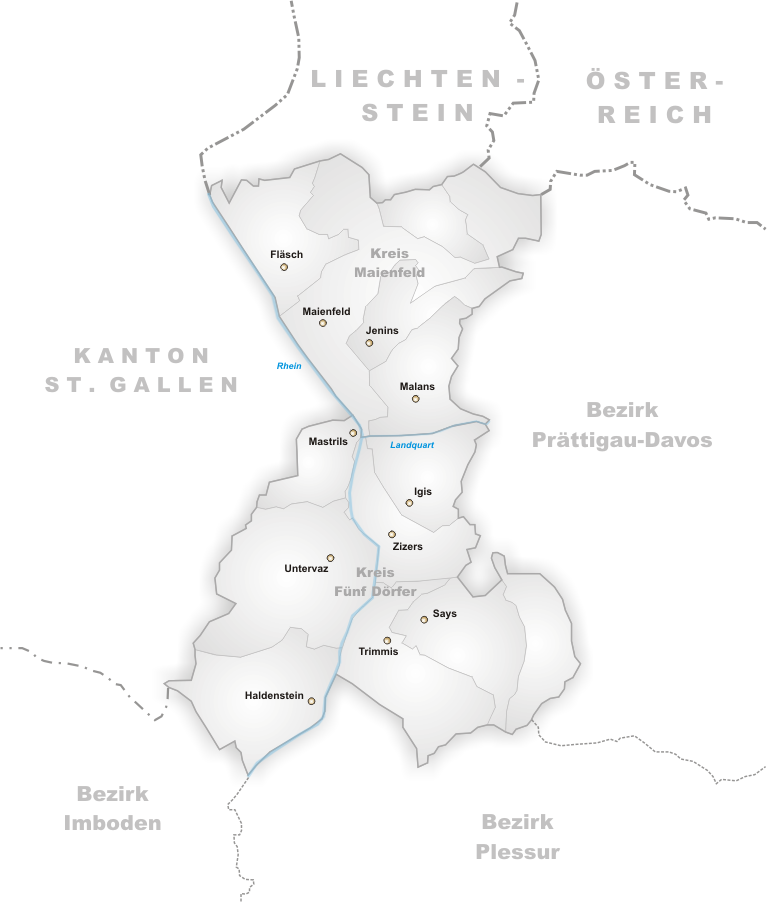
Municipis de la regió de Landquart

La Regió de Landquart és una de les 11 regions del cantó dels Grisons (Suïssa). És una regió amb l'alemany com a llengua oficial i està formada per 10 municipis repartits en 2 cercles comunals. Té una població de 23441 habitants (cens de 2007) i una superfície de 193,23 km².

## Municipis
| Cercle de Fünf Dörfer | Cercle de Fünf Dörfer | Cercle de Fünf Dörfer | Cercle de Fünf Dörfer | Cercle de Fünf Dörfer |
| Escut                 | Nom                   | Població (Des. 2007)  | Superfície in km²     | Núm. OFS              |
| --------------------- | --------------------- | --------------------- | --------------------- | --------------------- |
| Haldenstein           | Haldenstein           | 920                   | 18.56                 | 2941                  |
| Igis                  | Igis                  | 7432                  | 10.88                 | 2942                  |
| Mastrils              | Mastrils              | 539                   | 7.98                  | 2943                  |
| Trimmis               | Trimmis               | 3046                  | 42.87                 | 3053                  |
| Untervaz              | Untervaz              | 2288                  | 27.72                 | 2946                  |
| Zizers                | Zizers                | 3169                  | 11.01                 | 2947                  |

| Cercle de Maienfeld | Cercle de Maienfeld | Cercle de Maienfeld  | Cercle de Maienfeld | Cercle de Maienfeld |
| Escut               | Nom                 | Població (Des. 2007) | Superfície in km²   | Núm. OFS            |
| ------------------- | ------------------- | -------------------- | ------------------- | ------------------- |
| Fläsch              | Fläsch              | 592                  | 19.94               | 2951                |
| Jenins              | Jenins              | 792                  | 10.54               | 2952                |
| Maienfeld           | Maienfeld           | 2506                 | 32.33               | 2953                |
| Malans              | Malans              | 2157                 | 11.40               | 2954                |

## Fusions

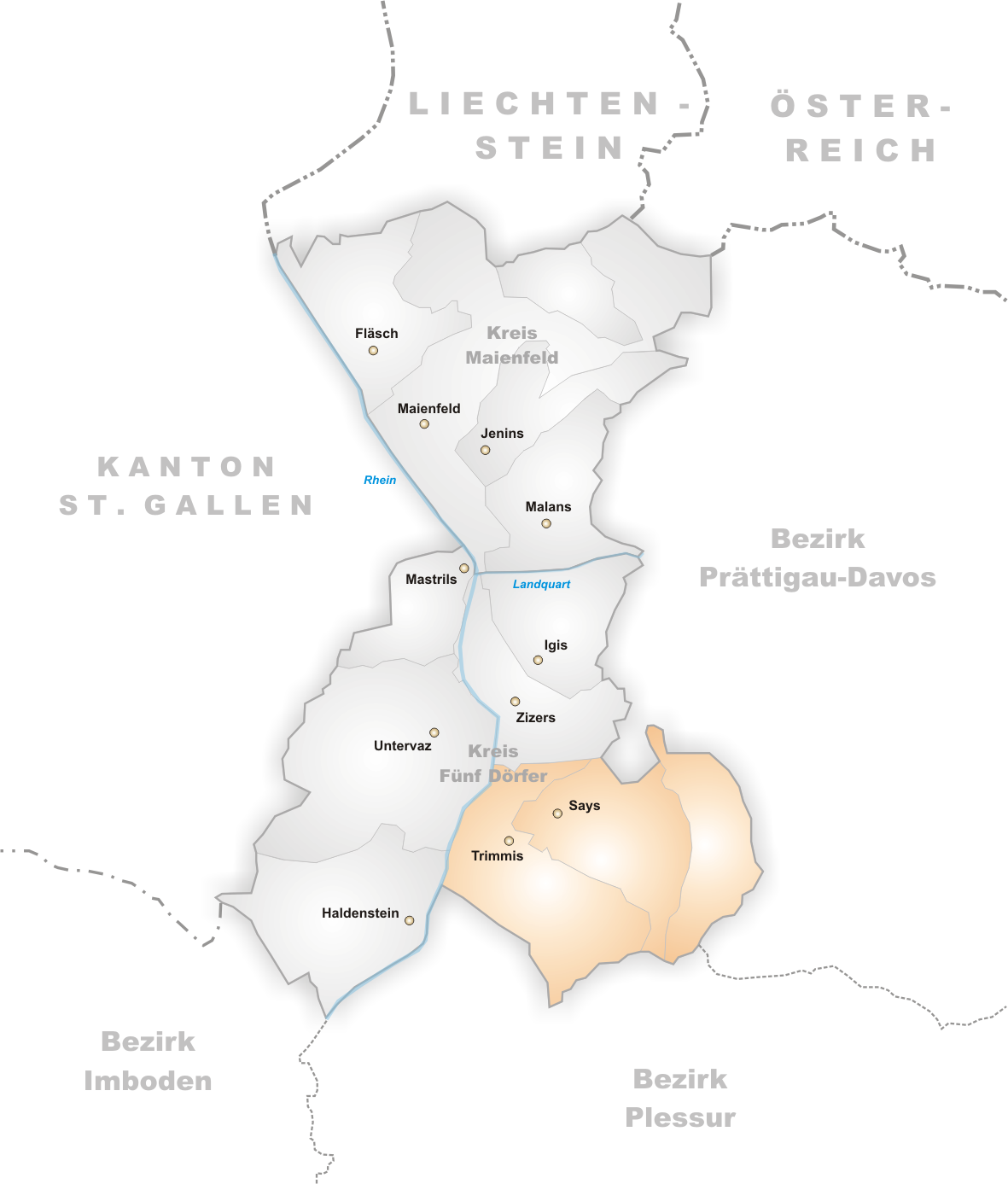
Municipis el 2007

- 2008: Says i Trimmis → Trimmis